# Fulvio Ervas
Fulvio Ervas (Musile di Piave, 23 luglio 1955) è uno scrittore italiano.

## Biografia
Fulvio Ervas esordisce nel panorama letterario nel 1999, quando con la sorella Luisa Carnielli (Musile di Piave, 26 luglio 1957) vince ex aequo con Paola Mastrocola la XII edizione del premio Italo Calvino con il racconto La lotteria. Il volume verrà dato alle stampe solo nel 2005 (e a figurare come unica autrice è sempre la sorella) con l'editore Marcos y Marcos, al quale Fulvio resterà sempre legato.
Nel 2006 pubblica, ancora con la sorella, Commesse di Treviso: è il primo di una serie di romanzi ambientati nel Nordest che vedono come protagonista l'ispettore Stucky. Ai gialli l'autore alterna opere di vario genere, come Succulente (2007 terza opera nata dal sodalizio con Luisa), Follia docente (2009) ispirato alla sua esperienza da professore di scienze naturali e Se ti abbraccio non aver paura (2012), che racconta l'avventuroso viaggio di Franco e Andrea Antonello, padre e figlio autistico ed è stato tradotto in 9 lingue e ha ricevuto numerosi premi (tra i quali, il Anima e il Viadana giovani, Libro dell'anno 2012 degli ascoltatori di Fahrenheit Rai Radio3). A questi si aggiungono, fra gli altri, Tu non tacere (un romanzo che riguarda salute e sistema sanitario prendendo spunto da una storia vera) e  Nonnitudine.

## Opere
(Tutti i libri di Fulvio Ervas sono stati pubblicati dalla casa editrice con sede a Milano Marcos y Marcos)

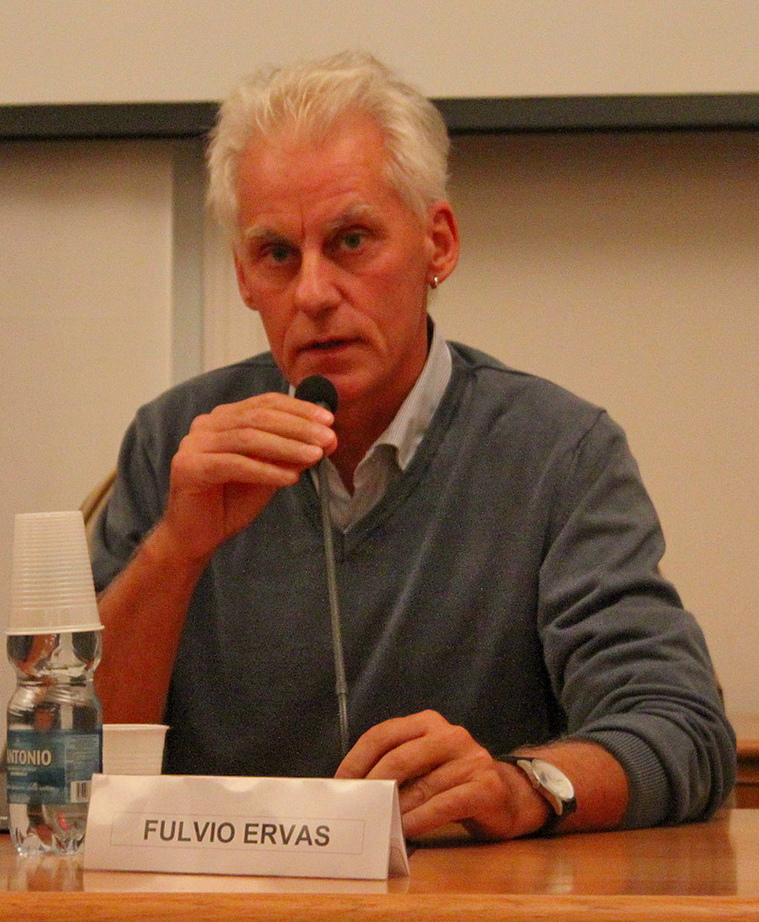
Fulvio Ervas al Premio Chiara nel 2012

- La lotteria, con la sorella Luisa Carnielli. Premio Italo Calvino 1999; il libro è stato pubblicato solo nel 2005
- Succulente, con la sorella Luisa Carnielli, 2007
- Follia docente, 2009
- Se ti abbraccio non aver paura, 2012
- Tu non tacere, 2015
- Nonnitudine, 2017
- Il convegno dei ragazzi che salvano il mondo, 2019
- Piccolo libro di entomologia fantastica, 2021

### Serie di Stucky
- Commesse di Treviso, con la sorella Luisa Carnielli, 2006
- Pinguini arrosto, 2008
- Buffalo Bill a Venezia, 2009
- Finché c'è prosecco c'è speranza, 2010
- L'amore è idrosolubile, 2011
- Si fa presto a dire Adriatico, 2013
- Pericolo giallo, 2016
- C'era il mare, 2018
- La giustizia non è una pallottola, 2022
- Il tatuatore innamorato, 2024

## Adattamenti cinematografici
Dalle sue opere letterarie sono stati tratti due film: Finché c'è prosecco c'è speranza (2017) dall'omonimo romanzo e Tutto il mio folle amore (2019) dal suo altro romanzo Se ti abbraccio non aver paura. 
Nel 2024 è stata prodotta la serie Stucky da Rai Fiction con sei episodi ispirati alle storie dell’ispettore Stucky interpretato sempre da Giuseppe Battiston andati in onda sui Rai 2 da fine ottobre 2024.